# Ricardo Lavalle
Ricardo Lavalle est une localité rurale argentine située dans le département de Realicó, dans la province de La Pampa.

## Démographie
La localité compte 120 habitants (Indec, 2010), soit une augmentation de 42 % par rapport au précédent recensement de 2001 qui comptait 84 habitants.